# Ada (imię)
Ada – imię żeńskie pochodzenia semickiego. W języku hebrajskim znaczy: upiększać się, stroić się. Imię Ada jest wymieniane w Biblii w pierwszej księdze Starego Testamentu, gdzie jest jedną z żon Lemecha i matką Jubala. W Biblii jest także mowa o Adzie, matce flecistów i grających na harfie (Rdz. 4, 21). 
W dawnej Polsce nie było używane jako imię samodzielne. Spopularyzowane piosenką ze słowami Jerzego Jurandota – Ada, to nie wypada... w latach dwudziestych XX wieku. W XXI wieku imię pozostaje imieniem rzadkim. W styczniu 2025 r. w rejestrze PESEL, wśród publicznie dostępnych danych dotyczących osób żyjących, wykazano 7933 kobiety o imieniu Ada nadanym jako imię pierwsze. Dla porównania, najczęściej nadane jako imię pierwsze – Anna, nosi 1 068 330 osób. 
Ada stanowi również zdrobnienie między innymi imion: Adelina, Adelajda, Adela, Adrianna. 
Ada imieniny obchodzi: 6 kwietnia, 28 lipca, 12 grudnia.

## W innych językach
- ang. – Ada, Adah
- niem. – Ada.

## Osoby o imieniu Ada
- Ada D'Adamo – włoska tancerka baletowa, autorka powieści, laureatka włoskiej nagrody literackiej Premio Strega Giovani
- Ada Falcon – argentyńska aktorka
- Ada Feinberg-Sireni – izraelska nauczycielka, działaczka społeczna i polityk
- Ada Fijał – polska aktorka
- Ada Szczepaniak – polska aktorka
- Ada Lovelace – angielska matematyczka
- Ada Majmon – izraelska polityk
- Ada Negri – włoska poetka
- Ada Sari[7] – właściwie Jadwiga Szayer, polska śpiewaczka operowa, sopran koloraturowy, aktorka, pedagog
- Ada Wong – fikcyjna bohaterka gry komputerowej.